# Cottus greenei
Cottus greenei là một loài cá thuộc họ Cottidae. Nó là loài đặc hữu của Hoa Kỳ.